# Irische Badmintonmeisterschaft 1969
Die Irische Badmintonmeisterschaft 1969 fand Anfang 1969 statt.

## Sieger und Platzierte
| Disziplin    | Gold                            | Silber                       | Bronze                          |
| ------------ | ------------------------------- | ---------------------------- | ------------------------------- |
| Herreneinzel | Peter Moore                     | Derek McCullough             | Cyril W. Wilkinson              |
| Herreneinzel | Peter Moore                     | Derek McCullough             | John McCloy                     |
| Dameneinzel  | Mary Bryan                      | Barbara Beckett              | Yvonne Kelly                    |
| Dameneinzel  | Mary Bryan                      | Barbara Beckett              | D. Hesleen                      |
| Herrendoppel | Cyril W. Wilkinson Samuel Blair | Kenneth Carlisle John McCloy | Derek McCullough R. McCullough  |
| Herrendoppel | Cyril W. Wilkinson Samuel Blair | Kenneth Carlisle John McCloy | Ronnie Reddick M. Adamson       |
| Damendoppel  | Lena McAleese Joan McCloy       | Maureen Mockford D. Hesleen  | Sue Peard Barbara Beckett       |
| Damendoppel  | Lena McAleese Joan McCloy       | Maureen Mockford D. Hesleen  | Yvonne Kelly Mary Bryan         |
| Mixed        | Cyril W. Wilkinson Yvonne Kelly | Samuel Blair Mary Bryan      | Ronnie Reddick Maureen Mockford |
| Mixed        | Cyril W. Wilkinson Yvonne Kelly | Samuel Blair Mary Bryan      | Kenneth Carlisle Lena McAleese  |